# Obrost gwiazdkowaty

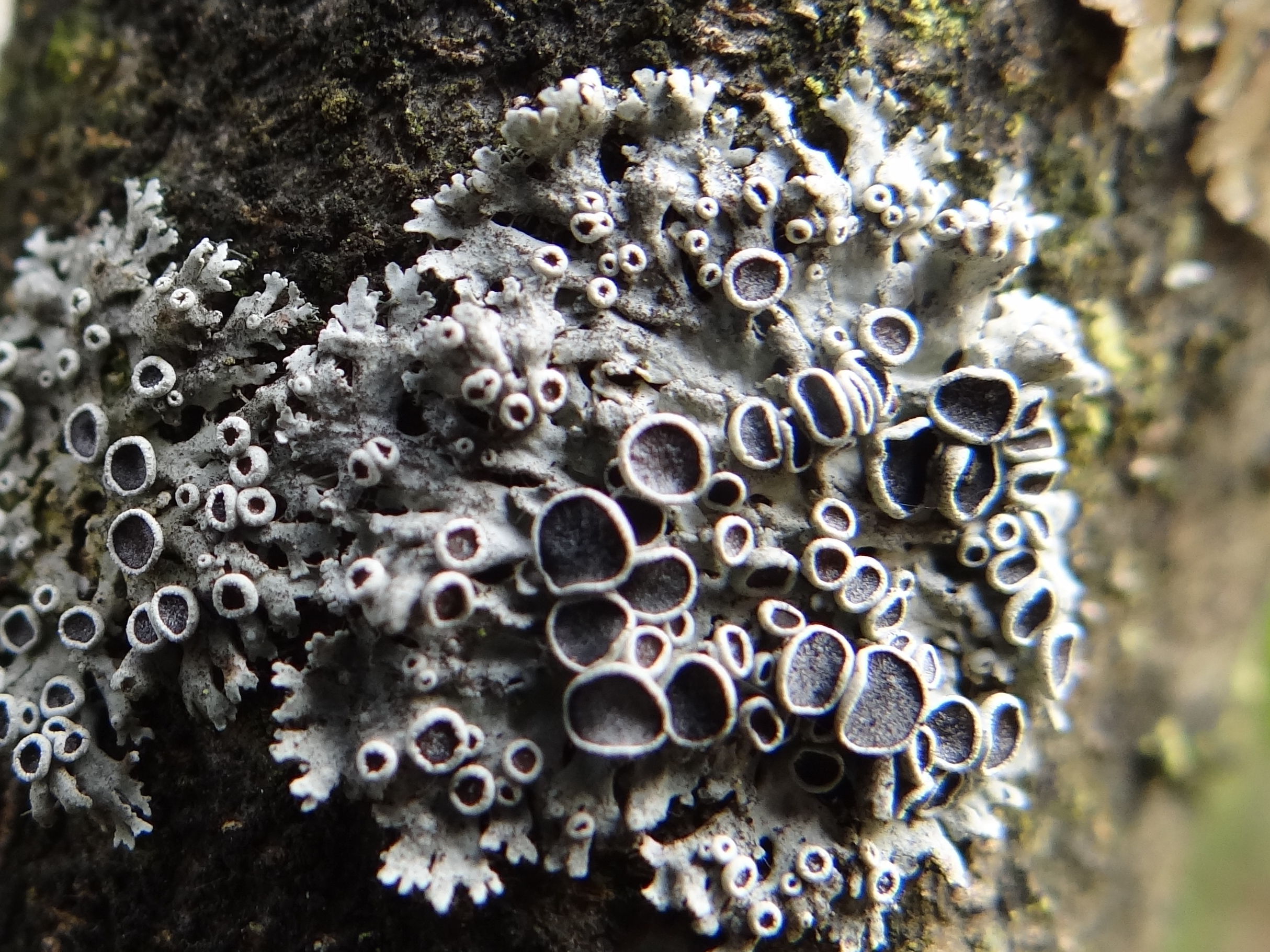

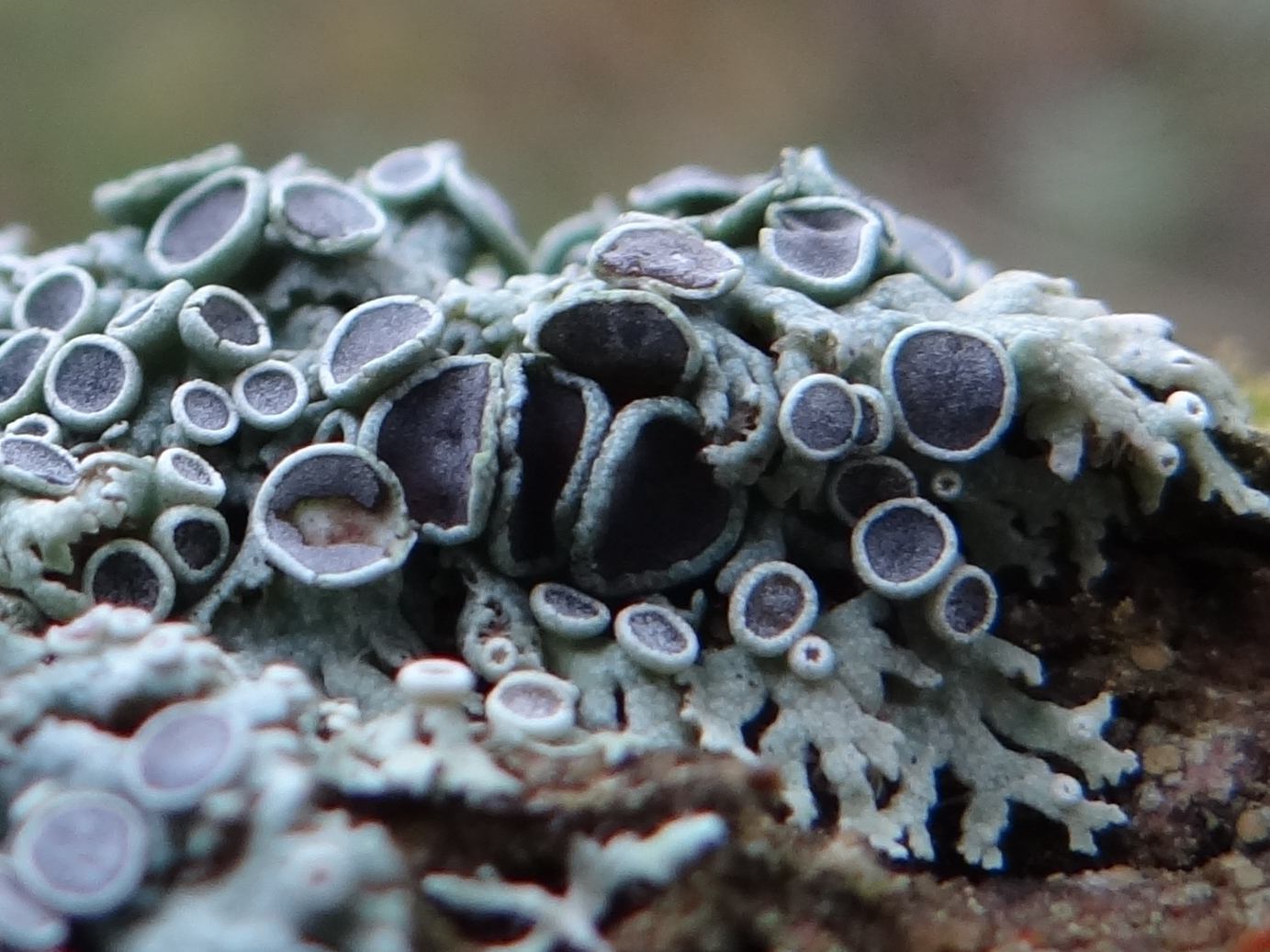
Apotecja

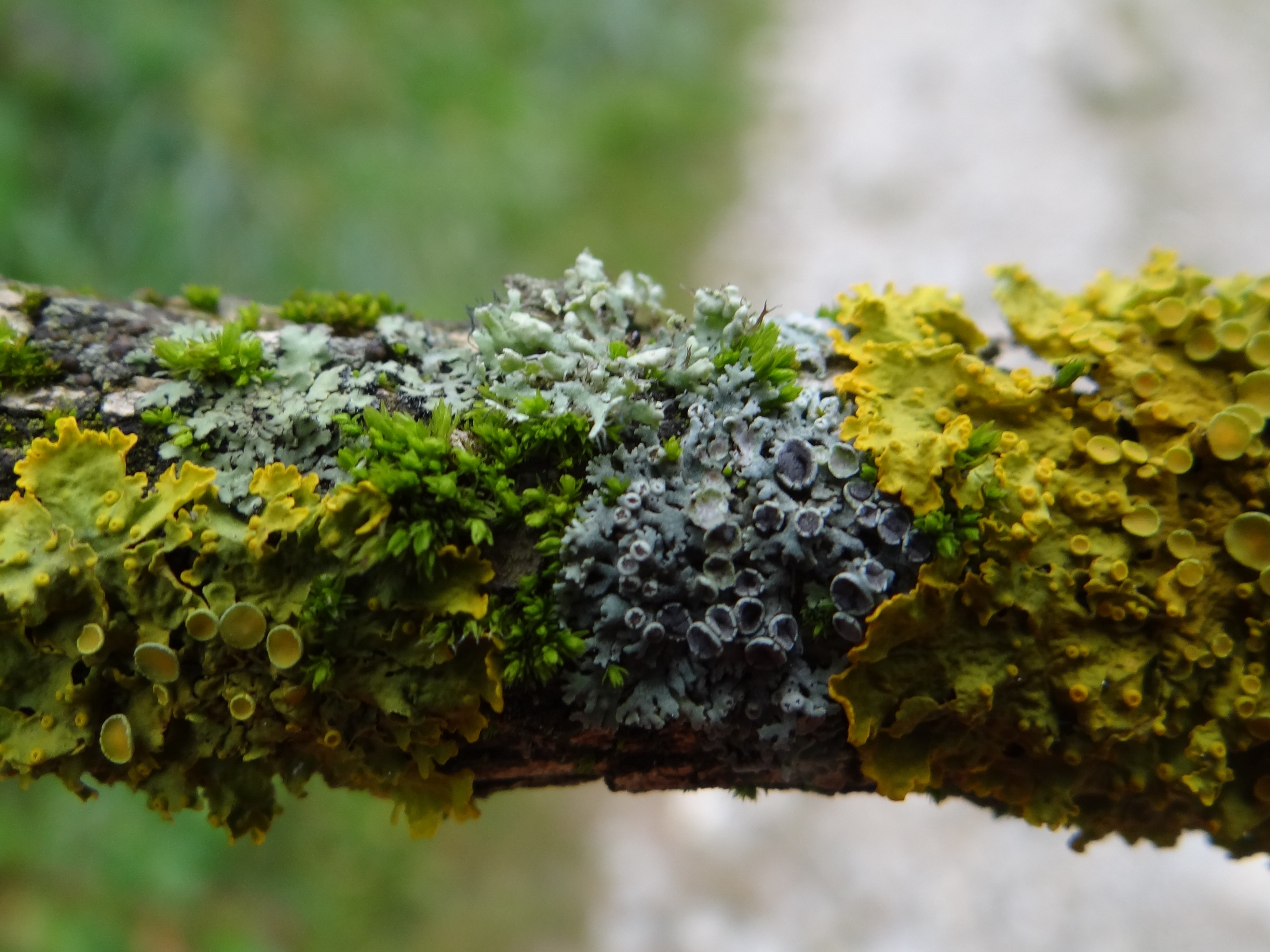
Obrost gwiazdkowaty, Physcia sp., złotorost ścienny i mchy

Obrost gwiazdkowaty (Physcia stellaris (L.) Nyl. – gatunek grzybów z rodziny obrostowatych (Physciaceae). Ze względu na współżycie z glonami zaliczany jest do porostów. 

## Systematyka i nazewnictwo
Pozycja w klasyfikacji według Index Fungorum: Physcia, Physciaceae, Caliciales, Lecanoromycetidae, Lecanoromycetes, Pezizomycotina, Ascomycota, Fungi.
Po raz pierwszy gatunek ten opisany został w 1753 r. przez Karola Linneusza jako Lichen stellaris (porost gwiazdkowaty). Do rodzaju Physcia przeniósł go w 1856 r. William Nylander i nazwa nadana przez tegoż autora jest według Index Fungorum prawidłowa. 
Niektóre synonimy nazwy naukowej:

- Anaptychia tenella (Scop.) A. Massal. 1853
- Anaptychia stellaris (L.) A. Massal. 1853
- Borrera stellaris (L.) Mudd 1860
- Dimelaena stellaris (L.) Norman 1853
- Geissodea stellaris (L.) J. St.-Hil. 1805
- Hagenia stellaris (L.) De Not. 1846
- Imbricaria stellaris (L.) DC. 1805
- Lichen stellaris L. 1753
- Lobaria stellaris (L.) Hoffm. 1796
- Parmelia stellaris (L.) Ach. 1803
- Parmelia stellaris var. rosulata Ach. 1810
- Physcia retrogressa Stirt. 1876
- Squamaria stellaris (L.) Frege 1812
- Xanthoria stellaris (L.) Horw. 1912

Nazwa polska według Krytycznej listy porostów i grzybów naporostowych Polski. 

## Morfologia
Plecha listkowata, tworząca rozetki o średnicy do 7 cm. Jest głęboko wcinana i ściśle przylegająca do podłoża. Czasami sąsiednie plechy zlewają się z sobą. Odcinki plechy mają szerokość 0,3-3 mm, mogą być od siebie oddalone, przylegające lub zachodzące. Są widełkowato lub nieregularnie wcinane i wypukłe. Górna powierzchnia o barwie białawej lub szarej, matowa, bez soraliów i izydiów, zazwyczaj nieoprószona i bez plamek. Dolna powierzchnia plechy ma barwę od białawej do jasnobrunatnej i posiada nieliczne chwytniki o tej samej barwie. Górna warstwa plechy zbudowana jest z pseudoparenchymy. Rdzeń biały, znajdują się w nim glony protokokkoidalne. 
Reakcje barwne: Kora: K+ żółty, C–, KC–, P+ żółty. Rdzeń K–, C–, KC–, P–. 
Owocniki występują zazwyczaj licznie. Są to lekanorowe apotecja  o średnicy 1–5 mm. Mają płaskie tarczki o barwie ciemnobrunatnej lub brunatnoczarnej, czasami niebieskawo oprószone i gładki lub karbowany brzeżek. W jednym worku powstaje po 8 dwukomórkowych, brunatnych askospor o zgrubiałych ścianach. Mają rozmiar 15–23 × 7–13 μm. Występują także mniej lub bardziej liczne pyknidy. Powstają w nich konidiospory o rozmiarach 4–6 × 1 μm.
Kwasy porostowe: w górnej korze występuje atranorin.

## Występowanie i siedlisko
Jest szeroko rozprzestrzeniony; poza Antarktydą występuje na wszystkich kontynentach, a także na wielu wyspach. W Europie północna granica jego zasięgu przebiega przez Islandię i najdalej na północ wysunięte skrawki Półwyspu Skandynawskiego. Na Grenlandii go brak, ale występuje na leżącej u jej zachodnich wybrzeży wyspie Disko. W Polsce występuje na całym obszarze kraju i jest dość częsty.
Rośnie na korze drzew liściastych na terenach otwartych, poza zwartymi kompleksami leśnymi. Często rośnie razem ze złotorostem ściennym (Xanthoria parietina).
Czasami na plesze obrostu gwiazdkowatego można zobaczyć różowe grudki. Są to sporodochia pasożytującego  na nim grzyba Illosporiopsis christiansenii. 

## Gatunki podobne
Liczne apotecja, rozmiary i brak reakcji miąższu z KOH odróżnia ten gatunek od innych obrostów. Podobny morfologicznie jest obrost sinawy (Physcia aipolia). Można go odróżnić po białych plamkach na plesze, oraz reakcjami barwnymi: miąższ pod wpływem KOH barwi się na żółto. W Polsce jest rzadki.